# Effetto Roosa
L'effetto Roosa, dal nome dell'economista e banchiere statunitense che lo identificò per primo, è il nome comune dato a quello che in inglese si chiama lock-in effect e in italiano effetto d'immobilizzo.
Tale effetto si verifica quando in conseguenza ad un aumento dei tassi di interesse a seguito di una manovra economica restrittiva, posta in essere dalle autorità monetarie centrali, c'è un ribasso dei prezzi di mercato titoli a reddito fisso che determina l'immobilizzo. I titoli a reddito fisso in portafoglio in caso di vendita presenterebbero una perdita in conto capitale.
L'effetto Roosa dimostra come in realtà le banche all'aumentare del tasso d'interesse, saranno scoraggiate nel fare credito, in quanto (seppure il tasso attivo di interesse delle erogazioni finanziarie sia cresciuto) non saranno disposte a concedere crediti finanziati dalla vendita di titoli.
L'aumento del tasso di sconto determina, quindi una diminuzione, anziché un aumento, della propensione del sistema bancario a finanziare la domanda di credito da parte del sistema.